# سالن تئاتر

سالن تئاتر کاخ گارنیه

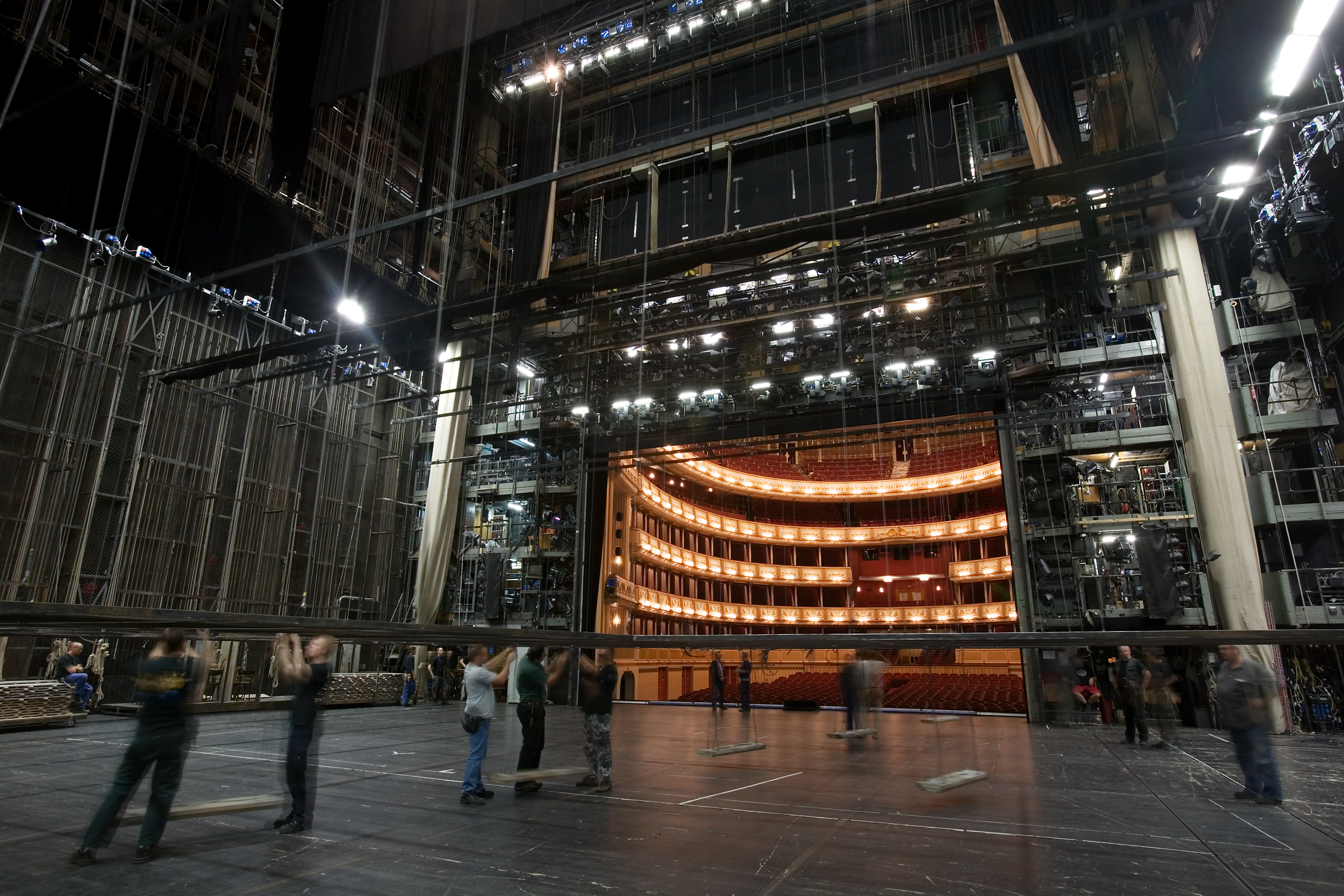
پشت صحنه اپرا ایالتی وین

سالن تئاتر (انگلیسی: Theater) مکان اجرای تئاتر و نمایش‌نامه و همچنین کنسرت‌های موزیکال است.
سالن تئاتر دارای یک صحنه می‌باشد که بازیگران در آن به اجرای نمایش می‌پردازند، معمولاً سالن‌های تئاتر به صورت یک طبقه یا چند طبقه ساخته می‌شوند و مخاطبین در صندلی‌های روبه‌رو یا در بالکن‌های کناری تئاتر را تماشا می‌کنند.
برای دید بهتر مردم نسبت به صحنه، صندلی‌های سالن‌های تئاتر به صورت نیم‌دایره و شیب‌دار نصب می‌شوند تا همه زاویه یکسانی در هنگام تماشا داشته باشند. نمایش‌ها براساس موضوع داستان نیاز به نورپردازی‌های مختلفی دارند به همین دلیل پروژکتورها و سیستم‌های روشنایی پیشرفته بالای صحنه نصب و در زمان اجرای تئاتر مورد استفاده قرار می‌گیرد.

## جستارهای وابسته

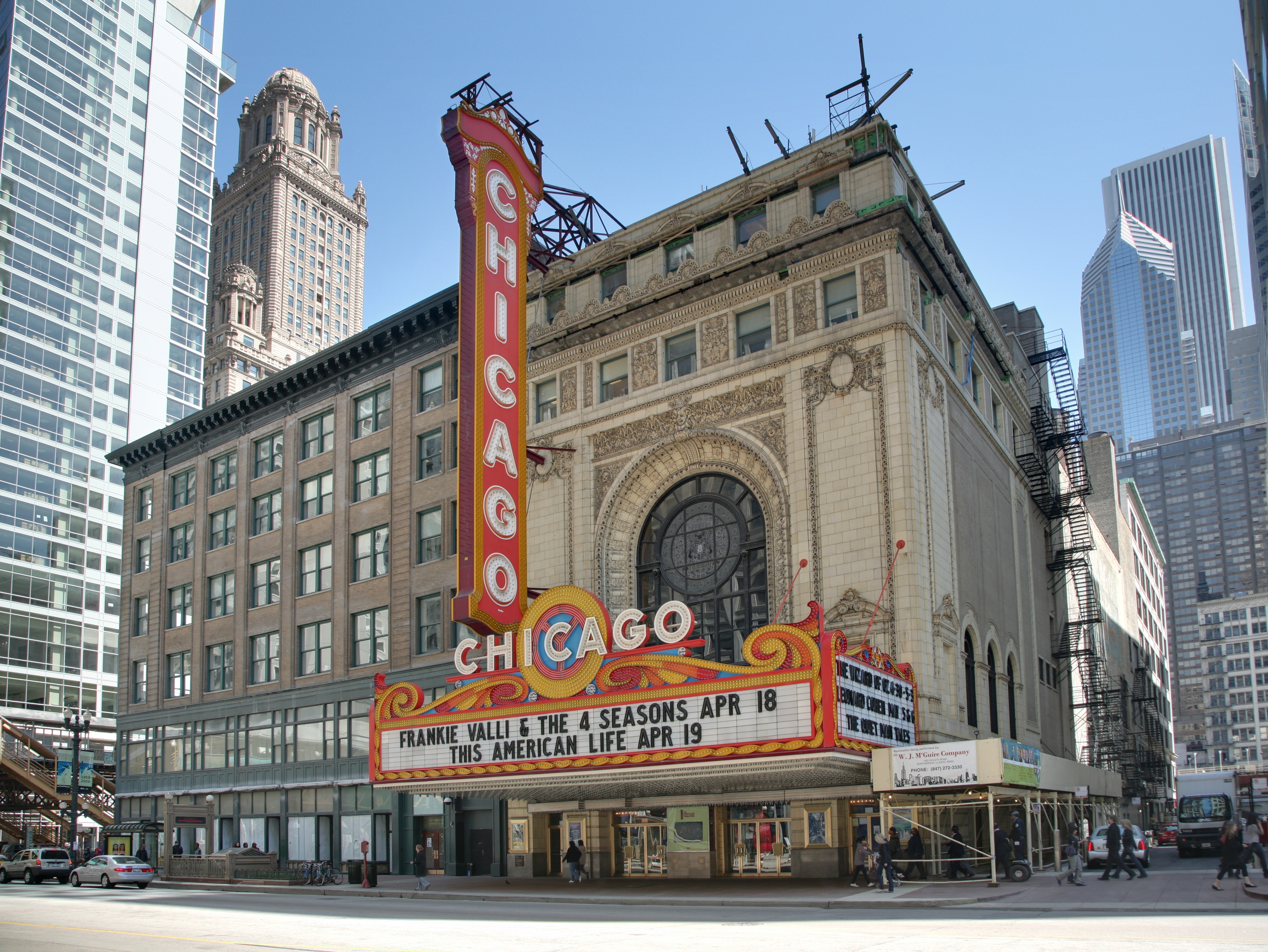
تئاتر شیکاگو در اصل به عنوان سالن تئاتر بالابان و کاتز شیکاگو شناخته می‌شود، یک تئاتر برجسته است که در خیابان استیت شمالی در منطقه شیکاگو لوپ شهر شیکاگو، ایلینوی واقع شده است. تئاتر شیکاگو که در سال ۱۹۲۱ ساخته شد، گل سرسبد گروه تئاتر بالابان و کاتز بود که توسط ای. جی بالابان، برادرش بارنی بالابان و شریکشان سام کاتز اداره می‌شد. در حال حاضر، شرکت مدیسون اسکوئر گاردن مالک و اداره کننده تئاتر شیکاگو به عنوان یک مکان هنرهای نمایشی با ظرفیت ۳۶۰۰ صندلی است و برای نمایش‌های صحنه ای، نمایش‌های جادویی، کمدی، سخنرانی، رویدادهای ورزشی و کنسرت‌های موسیقی مورد استفاده قرار می‌گیرد. این ساختمان در تاریخ ۶ ژوئن ۱۹۷۹ به فهرست ملی اماکن تاریخی اضافه شد و در ۲۸ ژانویه ۱۹۸۳ به عنوان یک مکان دیدنی شیکاگو ثبت شد.